# André Haynal
André Haynal (* 13. August 1930 in Budapest; † 7. November 2019 in Genf) war ein ungarisch-schweizerischer Psychiater, Psychoanalytiker und Hochschullehrer. Er gilt als bedeutender Chronist der Auseinandersetzungen zwischen Sigmund Freud und Sándor Ferenczi und hat auch deren Briefwechsel herausgegeben. 

## Leben
Haynals Vater Imre Haynal (1892–1979) war Internist und Mitglied der Ungarischen Akademie der Wissenschaften. Er hat in Budapest Philosophie und anschließend in Zürich Medizin studiert. 1956 war er unter den Studenten beim Ungarischen Volksaufstand. Seit 1966 lebt er in Genf. Er hatte an der Medizinischen Fakultät eine Professur inne und war zweimal Visiting Professor an der Stanford University in Kalifornien.
Haynal hat einige Bücher zu psychoanalytischen Fragen verfasst, die in mehrere Sprachen übersetzt worden sind. Haynal rekonstruierte die Debatte um die „richtige“ analytische Behandlungstechnik. Er vermittelt ein frisches Bild der Offenheit und der Experimentierfreudigkeit der psychoanalytischen Anfänge. Er vertritt die Meinung, dass die Fragen, die zum Dissens zwischen Freud und Ferenczi führten, in der Gegenwart noch an Aktualität gewonnen haben. Michael Balint sprach davon, dass diese Kontroverse zum Trauma in der Geschichte der Psychoanalyse geworden sei. Léon Wurmser lobte in der „Psyche“ Haynals Buch zur Technik-Debatte als historisch, doch höchst aktuell, philosophisch, doch direkt relevant für die psychotherapeutische Praxis, leidenschaftlich und fesselnd, doch solide und wissenschaftlich fundiert.

## Auszeichnungen
1979 wurde André Haynal eingeladen, in Wien die Sigmund-Freud-Vorlesung zu halten. Er wählte als sein Thema: Das Menschenbild Freuds.

## Publikationen
- Disappearing and Reviving: Sandor Ferenczi in the History of Psychoanalysis, Karnac Books, 2002
- Psychoanalytische Erkenntnis. Stuttgart: Kohlhammer, 1995, ISBN 3-17-012551-6
- Psychoanalysis and the sciences. Berkeley: Univ. of California Press, 1993, ISBN 0-520-08299-0
- Die Technik-Debatte in der Psychoanalyse. Frankfurt am Main: Fischer-Taschenbuch, 1989, ISBN 3-596-42311-2; Gießen: Psychosozial-Verlag, 2000, ISBN 3-89806-036-5
- Fanaticism. A Historical and Psychoanalytical Study. (Gemeinsam mit Miklos Molnàr und Gérard de Puymège.) New York: Schocken 1983, ISBN 0-8052-3817-4
- Das Gespräch zwischen Arzt und Patient. Basel: F. Hoffmann-LaRoche, 1978.
- Was ist medizinische Psychologie? Basel: F. Hoffmann-LaRoche, 1977

### Als Herausgeber
- The correspondence of Sigmund Freud and Sándor Ferenczi. Cambridge, Mass.: Belknap Press of Harvard Univ. Press
  - Volume 1. 1908–1914. Erschienen im Jahr 1993, ISBN 0-674-17418-6
  - Volume 2. 1914–1919. Erschienen im Jahr 1996, ISBN 0-674-17419-4
  - Volume 3. 1920–1933. Erschienen im Jahr 2000, ISBN 0-674-00297-0